# Bozótszajkó
A bozótszajkó vagy kaliforniai bozótszajkó (Aphelocoma californica) a madarak osztályának verébalakúak (Passeriformes) rendjébe és a varjúfélék (Corvidae) családjába tartozó faj.

## Rendszerezése
A fajt Nicholas Aylward Vigors ír zoológus írta le 1839-ben, a Garrulus nembe Garrulus californicus néven.

## Alfajai
- Aphelocoma californica immanis – (Grinnell, 1901)
- Aphelocoma californica caurina – (Pitelka, 1951)
- Aphelocoma californica oocleptica – (Swarth, 1918)
- Aphelocoma californica californica – (Vigors, 1839)
- Aphelocoma californica obscurát – (Anthony, 1889)
- Aphelocoma californica cana – (Pitelka, 1951)
- Aphelocoma californica hypoleuca – (Ridgway, 1887)[3]

## Előfordulása
Észak-Amerika nyugati részén, az Amerikai Egyesült Államok és Mexikó területén honos. Természetes élőhelyei a szubtrópusi vagy trópusi hegyi esőerdők, mangroveerdők és cserjések, valamint vidéki kertek. Állandó, nem vonuló faj.

## Megjelenése

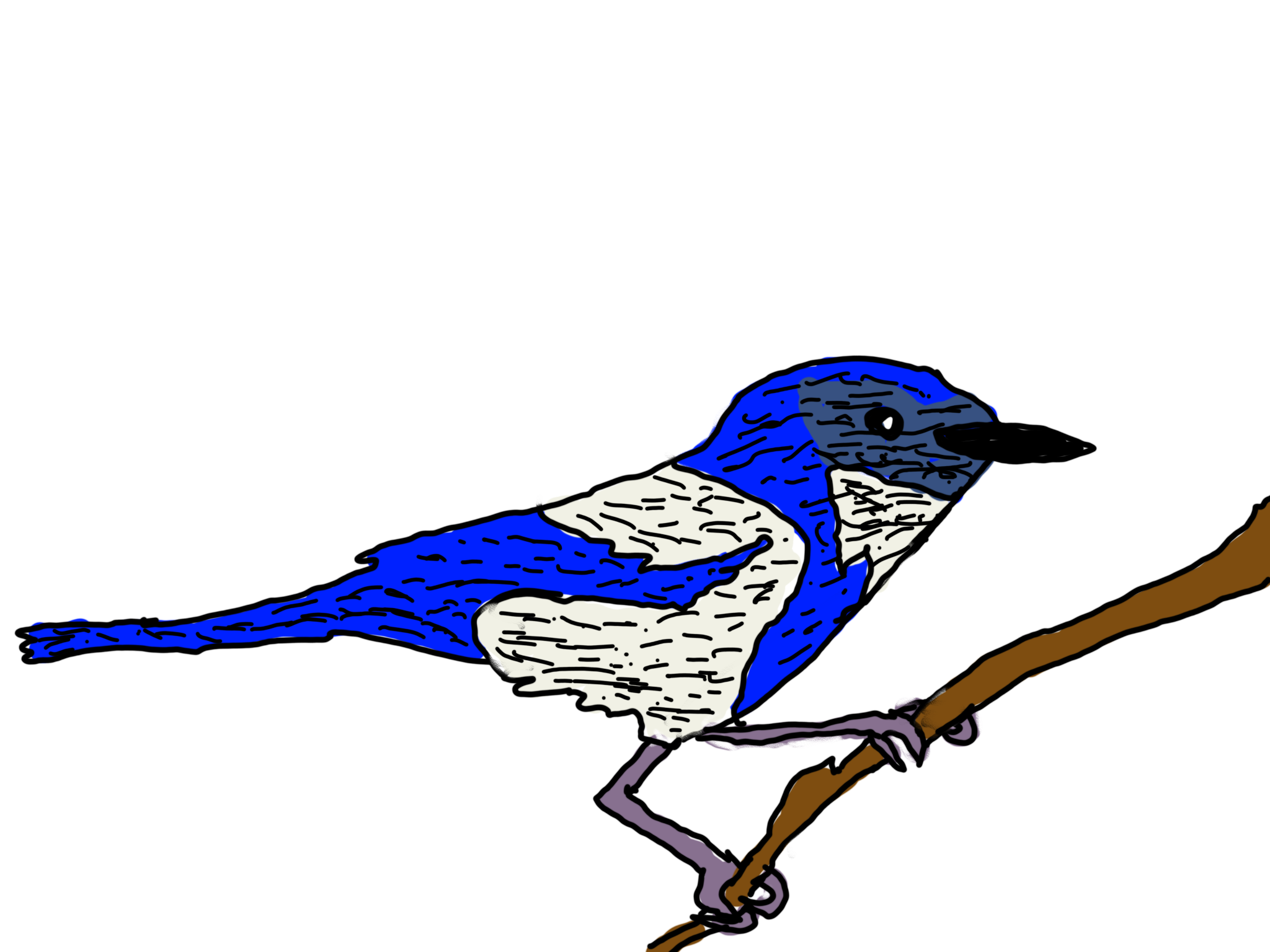
rajz az állatról

Testhossza 30 centiméter, testsúlya 70-100 gramm.
|  |  |

## Életmódja
Általában párban él vagy kisebb családi csoportokban, azon kívül a szaporodási időszakban is csoportokba van. Tápláléka békákból, gyíkokból, más madarak tojásaiból és fiókáiból áll, különösen télen rovarokat, magvakat  és gyümölcsöket is fogyaszt.

## Szaporodása
Szaporodási ideje márciustól júliusig tart. Fészkét alacsonyabb fákra vagy bokrokra építi 1–10 méter magasságban a talaj felett. A fészket a tojó készíti  gallyakból, mohából és száraz fűből, melyet gyökerekkel és hajjal bélel, míg a tojó dolgozik, addig a hím őrködik. Fészekalja 4–6 tojásból áll, melyen a tojó kotlik 16 napon keresztül. A fiókák a kikelés után 18 nappal hagyják el a fészket.

## Természetvédelmi helyzete
Az elterjedési területe rendkívül nagy, egyedszáma pedig stabil. A Természetvédelmi Világszövetség Vörös listáján nem fenyegetett fajként szerepel.

## Fordítás
- Ez a szócikk részben vagy egészben  a   Western Scrub-jay című angol Wikipédia-szócikk fordításán alapul.  Az eredeti cikk szerkesztőit annak laptörténete sorolja fel. Ez a jelzés csupán a megfogalmazás eredetét és a szerzői jogokat jelzi, nem szolgál a cikkben szereplő információk forrásmegjelöléseként.